# 普萊森特格羅夫鎮區 (堪薩斯州波尼縣)
普萊森特格羅夫鎮區（英語：Pleasant Grove Township）為美國堪薩斯州波尼縣轄下的鎮區。2010年美国人口普查中該鎮區人口有172人。

## 地理
普萊森特格羅夫鎮區涵蓋總面積為92.76平方（35.81平方英里）。

## 人口統計
根據2010年美國人口普查，普萊森特格羅夫鎮區人口有172人，住房90戶，人口密度為1.85人/每平方公里。此鎮區居民之種族中，白人佔93.02%，非裔美國人佔0%，美洲原住民佔0.58%，亞裔美國人佔1.16%，太平洋島裔美國人佔0%，其他種族佔4.07%，混血種族則佔1.16%。而西班牙裔或拉丁裔美國人佔此鎮區人口的17.44%。

## 交通

### 主要公路
- 56號美國國道
- 19號堪薩斯州州道